# Estació de Tren de Dénia (TRAM d'Alacant)
Dénia és una estació del TRAM Metropolità d'Alacant, estació terminal de la línia 9. Està a ple centre del nucli urbà de Dénia, molt prop de l'estació marítima.

## Característiques
A aquesta estació finalitza el servei de la línia 9 del Tram d'Alacant, sent també el final de tota la xarxa cap al nord. Disposa de tres andanes, quatre vies, l'edifici de l'estació i un altre edifici de cotxeres amb dues vies en el seu interior.
En l'estació paraven els automotors dièsel seriï 2500, unitats que neixen d'una transformació de les unitats 2300 (procés que es va dur a terme durant 2005-2006).
Actualment, des d'aquesta estació ixen trens Stadler Citylink, encara que a causa de les obres entre Teulada i Benidorm per a l'adequació i renovació de la línia cal fer un transbord a Teulada a les antigues màquines. Una vegada a Benidorm cal tornar a fer transbord per arribar fins a Alacant.

## Accessos
A aquesta estació s'accedeix des del passeig del Saladar, a Dénia:
- Des del passeig del Saladar

## Línies i connexions
| << Capçalera | < Estació | Línia | Estació > | Capçalera >> |
| ------------ | --------- | ----- | --------- | ------------ |
| Benidorm     | Alqueries |       | Terminal  | Dénia        |

## Evolució del trànsit
| Any        | 2009 | 2010 | 2011 | 2012 | 2013 | 2014 | 2015   |
| ---------- | ---- | ---- | ---- | ---- | ---- | ---- | ------ |
| Passatgers | -    |      |      |      |      |      | 49.429 |